# Gianluca Mancuso
Gianluca Mancuso (n. Buenos Aires, Argentina; 3 de febrero de 1998) es un futbolista argentino. Juega de mediocampista.
Es hijo del exfutbolista argentino Alejandro Mancuso.

## Trayectoria

### Vélez Sarsfield
Se inició en las divisiones inferiores de Vélez Sarsfield. Debutó en primera división frente a Olimpo de Bahia Blanca.

### Real Valladolid Promesas
El 13 de agosto de 2019 se confirmó su cesión por 2 temporadas al Real Valladolid CF Promesas de la Segunda División B de España. La primera temporada disputó 19 partidos logrando 1 gol. El 1 de octubre de 2020 se anuló la cesión volviendo a Vélez Sarsfield.

### Club de Fútbol La Nucía
El 1 de febrero de 2021, se confirmó su fichaje hasta final de temporada por el CF La Nucía de la Segunda División B de España.

### Unió Esportiva Cornellà
En verano de 2021, firma por la U. E. Cornellà de la Primera División RFEF.

### Club Deportivo Badajoz
El 22 de julio de 2022, firma por el C.D. Badajoz de la Primera Federación.

## Selección nacional

### Selección Argentina Sub-15
En agosto de 2013 fue convocado por el técnico Miguel Ángel Lemme para disputar la Copa de Naciones Sub-15 llevada a cabo en México. Logró el primer puesto con la selección.
En noviembre de 2013 formó parte de la Selección Argentina Sub-15, disputando el Campeonato Sudamericano Sub-15 de 2013 en Bolivia, logrando el tercer puesto.

#### Detalle
| \| N.º \| Fecha \| Estadio \| Local \| Resultado \| Visitante \| Goles \| Asist. \| Competición \| \| ----- \| ---------- \| ---------------------------------------------------- \| --------- \| --------- \| --------- \| ----- \| ------ \| ------------------------------ \| \| 1 \| 12-08-2013 \| CECAP, México, D. F., México \| Argentina \| 5-0 \| Cuba \| \| \| Copa México de Naciones Sub-15 \| \| 2 \| 14-08-2013 \| CECAP, México, D. F., México \| Chile \| 1(3)-1(4) \| Argentina \| \| \| Copa México de Naciones Sub-15 \| \| 3 \| 16-08-2013 \| CECAP, México, D. F., México \| Paraguay \| 0-2 \| Argentina \| \| \| Copa México de Naciones Sub-15 \| \| 4 \| 18-08-2013 \| Estadio Azteca, México, D. F., México \| Uruguay \| 0-1 \| Argentina \| \| \| Copa México de Naciones Sub-15 \| \| 5 \| 16-11-2013 \| Estadio IV Centenario, Tarija, Bolivia \| Argentina \| 2-1 \| Ecuador \| \| \| Sudamericano Sub-15 \| \| 6 \| 18-11-2013 \| Estadio IV Centenario, Tarija, Bolivia \| Bolivia \| 1-2 \| Argentina \| \| \| Sudamericano Sub-15 \| \| 7 \| 22-11-2013 \| Estadio IV Centenario, Tarija, Bolivia \| Argentina \| 3-1 \| Paraguay \| \| \| Sudamericano Sub-15 \| \| 8 \| 28-11-2013 \| Estadio Ramón Tahuichi Aguilera, Santa Cruz, Bolivia \| Colombia \| 2-0 \| Argentina \| \| \| Sudamericano Sub-15 \| \| 9 \| 30-11-2013 \| Estadio Ramón Tahuichi Aguilera, Santa Cruz, Bolivia \| Chile \| 1-2 \| Argentina \| \| \| Sudamericano Sub-15 \| \| Total \| \| Presencias \| 9 \| \| Goles \| 0 \| 0 \| \| |            |                                                      |           |           |           |       |        |                                |
| N.º | Fecha      | Estadio                                              | Local     | Resultado | Visitante | Goles | Asist. | Competición                    |
| 1 | 12-08-2013 | CECAP, México, D. F., México                         | Argentina | 5-0       | Cuba      |       |        | Copa México de Naciones Sub-15 |
| 2 | 14-08-2013 | CECAP, México, D. F., México                         | Chile     | 1(3)-1(4) | Argentina |       |        | Copa México de Naciones Sub-15 |
| 3 | 16-08-2013 | CECAP, México, D. F., México                         | Paraguay  | 0-2       | Argentina |       |        | Copa México de Naciones Sub-15 |
| 4 | 18-08-2013 | Estadio Azteca, México, D. F., México                | Uruguay   | 0-1       | Argentina |       |        | Copa México de Naciones Sub-15 |
| 5 | 16-11-2013 | Estadio IV Centenario, Tarija, Bolivia               | Argentina | 2-1       | Ecuador   |       |        | Sudamericano Sub-15            |
| 6 | 18-11-2013 | Estadio IV Centenario, Tarija, Bolivia               | Bolivia   | 1-2       | Argentina |       |        | Sudamericano Sub-15            |
| 7 | 22-11-2013 | Estadio IV Centenario, Tarija, Bolivia               | Argentina | 3-1       | Paraguay  |       |        | Sudamericano Sub-15            |
| 8 | 28-11-2013 | Estadio Ramón Tahuichi Aguilera, Santa Cruz, Bolivia | Colombia  | 2-0       | Argentina |       |        | Sudamericano Sub-15            |
| 9 | 30-11-2013 | Estadio Ramón Tahuichi Aguilera, Santa Cruz, Bolivia | Chile     | 1-2       | Argentina |       |        | Sudamericano Sub-15            |
| Total |            | Presencias                                           | 9         |           | Goles     | 0     | 0      |                                |

No incluye partidos amistosos.

### Selección Argentina Sub-17
El 1 de marzo de 2014 estuvo entre los 18 convocados por el técnico Miguel Ángel Lemme para disputar el Torneo masculino de fútbol en los Juegos Suramericanos de 2014 con la Sub-17 en el cual ganó la medalla de plata.
El 25 de enero de 2015, Miguel Ángel Lemme incluyó a Gianluca Mancuso en la Preselección Sub-17 de 31 jugadores para disputar el Campeonato Sudamericano Sub-17 a disputarse en Paraguay, de esta nómina quedarán 22 jugadores. Los jugadores se entrenarán de cara al certamen a partir del 26 de enero.
El 20 de febrero de 2015, Miguel Ángel Lemme, director técnico de la Selección Argentina Sub-17, entregó una lista con los 22 futbolistas en el cual fue convocado para que comenzara a entrenarse de cara al Campeonato Sudamericano Sub-17 de la categoría que se disputará a partir de marzo en Paraguay.

#### Detalle
| \| N.º \| Fecha \| Estadio \| Local \| Resultado \| Visitante \| Goles \| Asist. \| Competición \| \| ----- \| ---------- \| ----------------------------------------------- \| --------- \| --------- \| --------- \| ----- \| ------ \| -------------------- \| \| 1 \| 11-03-2014 \| Estadio Bicentenario Municipal, Santiago, Chile \| Argentina \| 5-2 \| Perú \| \| \| Juegos Suramericanos \| \| 2 \| 13-03-2014 \| Estadio Bicentenario Municipal, Santiago, Chile \| Colombia \| 1-2 \| Argentina \| \| \| Juegos Suramericanos \| \| 3 \| 15-03-2014 \| Estadio Bicentenario Municipal, Santiago, Chile \| Argentina \| 1-0 \| Ecuador \| \| \| Juegos Suramericanos \| \| 4 \| 17-03-2014 \| Estadio Bicentenario Municipal, Santiago, Chile \| Argentina \| 1-2 \| Colombia \| \| \| Juegos Suramericanos \| \| 5 \| 06-03-2015 \| Estadio Dr. Nicolás Leoz, Asunción, Paraguay \| Argentina \| 1-2 \| Ecuador \| \| \| Sudamericano Sub-17 \| \| 6 \| 08-03-2015 \| Estadio Feliciano Cáceres, Luque, Paraguay \| Uruguay \| 2-1 \| Argentina \| \| \| Sudamericano Sub-17 \| \| 7 \| 10-03-2015 \| Estadio Feliciano Cáceres, Luque, Paraguay \| Argentina \| 4-1 \| Bolivia \| \| \| Sudamericano Sub-17 \| \| 8 \| 17-03-2015 \| Estadio Feliciano Cáceres, Luque, Paraguay \| Brasil \| 0-1 \| Argentina \| \| \| Sudamericano Sub-17 \| \| 9 \| 20-03-2015 \| Estadio Dr. Nicolás Leoz, Asunción, Paraguay \| Paraguay \| 1-4 \| Argentina \| \| \| Sudamericano Sub-17 \| \| Total \| \| Presencias \| 9 \| \| Goles \| 1 \| 0 \| \| |            |                                                 |           |           |           |       |        |                      |
| N.º | Fecha      | Estadio                                         | Local     | Resultado | Visitante | Goles | Asist. | Competición          |
| 1 | 11-03-2014 | Estadio Bicentenario Municipal, Santiago, Chile | Argentina | 5-2       | Perú      |       |        | Juegos Suramericanos |
| 2 | 13-03-2014 | Estadio Bicentenario Municipal, Santiago, Chile | Colombia  | 1-2       | Argentina |       |        | Juegos Suramericanos |
| 3 | 15-03-2014 | Estadio Bicentenario Municipal, Santiago, Chile | Argentina | 1-0       | Ecuador   |       |        | Juegos Suramericanos |
| 4 | 17-03-2014 | Estadio Bicentenario Municipal, Santiago, Chile | Argentina | 1-2       | Colombia  |       |        | Juegos Suramericanos |
| 5 | 06-03-2015 | Estadio Dr. Nicolás Leoz, Asunción, Paraguay    | Argentina | 1-2       | Ecuador   |       |        | Sudamericano Sub-17  |
| 6 | 08-03-2015 | Estadio Feliciano Cáceres, Luque, Paraguay      | Uruguay   | 2-1       | Argentina |       |        | Sudamericano Sub-17  |
| 7 | 10-03-2015 | Estadio Feliciano Cáceres, Luque, Paraguay      | Argentina | 4-1       | Bolivia   |       |        | Sudamericano Sub-17  |
| 8 | 17-03-2015 | Estadio Feliciano Cáceres, Luque, Paraguay      | Brasil    | 0-1       | Argentina |       |        | Sudamericano Sub-17  |
| 9 | 20-03-2015 | Estadio Dr. Nicolás Leoz, Asunción, Paraguay    | Paraguay  | 1-4       | Argentina |       |        | Sudamericano Sub-17  |
| Total |            | Presencias                                      | 9         |           | Goles     | 1     | 0      |                      |

No incluye partidos amistosos.

## Estadísticas

### Clubes
Actualizado a3 1 djunio o de01715.
| Club                                    | Div.                | Temporada | Liga | Liga | Liga | Copas Nacionales (1) | Copas Nacionales (1) | Copas Nacionales (1) | Copas Internacionales (2) | Copas Internacionales (2) | Copas Internacionales (2) | Total | Total | Total | Prom. · | Prom. · |
| Club                                    | Div.                | Temporada | PJ   | G    | A    | PJ                   | G                    | A                    | PJ                        | G                         | A                         | PJ    | G     | A     | Prom. · | Prom. · |
| --------------------------------------- | ------------------- | --------- | ---- | ---- | ---- | -------------------- | -------------------- | -------------------- | ------------------------- | ------------------------- | ------------------------- | ----- | ----- | ----- | ------- | ------- |
| Vélez Sarsfield (Inferiores)            |                     |           |      |      |      |                      |                      |                      |                           |                           |                           |       |       |       |         |         |
| 1.ª                                     | 2016/17             | 1         | 0    | 0    | 1    | 0                    | 0                    | 0                    | 0                         | 0                         | 2                         | 0     | 0     | 0     | 0       |         |
| Superliga                               | 2017/18             | 1         | 0    | 0    | 0    | 0                    | 0                    | 0                    | 0                         | 0                         | 1                         | 0     | 0     | 0     | 0       |         |
| Total                                   | -                   | 2         | 0    | 0    | 1    | 0                    | 0                    | 0                    | 0                         | 0                         | 3                         | 0     | 0     | 0     | 0       |         |
| Real Valladolid Club de Fútbol Promesas |                     |           |      |      |      |                      |                      |                      |                           |                           |                           |       |       |       |         |         |
| 2.ªB                                    | 2019/20             | 19        | 1    | 0    | 0    | 0                    | 0                    | 0                    | 0                         | 0                         | 19                        | 1     | 0     | 0,05  | 0       |         |
| Total                                   | -                   | 19        | 1    | 0    | 0    | 0                    | 0                    | 0                    | 0                         | 0                         | 19                        | 1     | 0     | 0,05  | 0       |         |
| Club de Fútbol La Nucía                 |                     |           |      |      |      |                      |                      |                      |                           |                           |                           |       |       |       |         |         |
| 2.ªB                                    | 2020/21             | 0         | 0    | 0    | 0    | 0                    | 0                    | 0                    | 0                         | 0                         | 0                         | 0     | 0     | 0     | 0       |         |
| Total                                   | -                   | 0         | 0    | 0    | 0    | 0                    | 0                    | 0                    | 0                         | 0                         | 0                         | 0     | 0     | 0     | 0       |         |
| Total en su carrera                     | Total en su carrera | -         | 21   | 1    | 0    | 1                    | 0                    | 0                    | 0                         | 0                         | 0                         | 22    | 1     | 0     | 0,04    | 0       |

### Selecciones
Actualizado al 23 de marzo de 2015.
| Selección        | Año           | Amistoso | Amistoso | Amistoso | Eliminatorias | Eliminatorias | Eliminatorias | Mundial | Mundial | Mundial | Copa América | Copa América | Copa América | Juegos Olímpicos | Juegos Olímpicos | Juegos Olímpicos | Copa México de Naciones | Copa México de Naciones | Copa México de Naciones | Juegos Suramericanos | Juegos Suramericanos | Juegos Suramericanos | Total | Total | Total |
| Selección        | Año           | PJ       | G        | A        | PJ            | G             | A             | PJ      | G       | A       | PJ           | G            | A            | PJ               | G                | A                | PJ                      | G                       | A                       | PJ                   | G                    | A                    | PJ    | G     | A     |
| ---------------- | ------------- | -------- | -------- | -------- | ------------- | ------------- | ------------- | ------- | ------- | ------- | ------------ | ------------ | ------------ | ---------------- | ---------------- | ---------------- | ----------------------- | ----------------------- | ----------------------- | -------------------- | -------------------- | -------------------- | ----- | ----- | ----- |
| Argentina Sub-15 | 2013          | 0        | 0        | -        | -             | -             | -             | -       | -       | -       | 5            | 0            | ?            | -                | -                | -                | 4                       | 0                       | ?                       | -                    | -                    | -                    | 9     | 0     | ?     |
| Argentina Sub-15 | Total         | 0        | 0        | -        | -             | -             | -             | -       | -       | -       | 5            | 0            | ?            | -                | -                | -                | 4                       | 0                       | ?                       | -                    | -                    | -                    | 9     | 0     | ?     |
| Argentina Sub-17 | 2014          | 0        | 0        | -        | -             | -             | -             | -       | -       | -       | -            | -            | -            | -                | -                | -                | -                       | -                       | -                       | 4                    | 1                    | ?                    | 4     | 1     | ?     |
| Argentina Sub-17 | 2015          | 0        | 0        | -        | -             | -             | -             | 0       | 0       | 0       | 5            | 0            | 0            | -                | -                | -                | 0                       | 0                       | 0                       | 0                    | 0                    | 0                    | 5     | 0     | 0     |
| Argentina Sub-17 | Total         | 0        | 0        | -        | -             | -             | -             | 0       | 0       | 0       | 5            | 0            | 0            | 0                | 0                | 0                | 0                       | 0                       | 0                       | 4                    | 1                    | ?                    | 9     | 1     | ?     |
| Total carrera    | Total carrera | 0        | 0        | -        | -             | -             | -             | 0       | 0       | 0       | 10           | 0            | ?            | 0                | 0                | 0                | 4                       | 0                       | ?                       | 4                    | 1                    | ?                    | 18    | 1     | ?     |

#### Participaciones con la selección
| N.º | Torneo                                 | Sede     | Resultado     |
| --- | -------------------------------------- | -------- | ------------- |
| 1   | Copa México de Naciones Sub-15 de 2013 | México   | Campeón       |
| 2   | Sudamericano Sub-15 2013               | Bolivia  | Tercer lugar  |
| 3   | Juegos Suramericanos Sub-17 de 2014    | Chile    | Segundo lugar |
| 4   | Sudamericano Sub-17 2015               | Paraguay | A disputarse  |

## Palmarés

### Campeonatos internacionales
| N.º | Título                         | Club                | Sede   | Año  |
| --- | ------------------------------ | ------------------- | ------ | ---- |
| 1   | Copa México de Naciones Sub-15 | Selección Argentina | México | 2013 |